# Качмарский, Яцек
Я́цек Марцин Качма́рский (пол. Jacek Kaczmarski, 22 марта 1957, Варшава — 10 апреля 2004, Гданьск) — польский автор-исполнитель, один из наиболее ярких представителей польской бардовской песни; поэт и прозаик.
Фигура, обычно ассоциируемая с духом первой «Солидарности» и военного положения 1981—1983 годов — периода, когда его тексты, распространяемые в неофициальных публикациях, были названы голосом антикоммунистической оппозиции.

## Биография
Родители Яцека Качмарского занимались живописью. Мать, помимо этого, была также педагогом и историком искусства, автором книг «Ребенок и творчество», «Ребенок и изобразительное искусство». Отец с 1972 года в течение многих лет занимал должность председателя правления Союза польских художников, преподавал живопись, снимал короткометражные фильмы. В 1955 году родители Яцека уехали на учёбу в СССР и в детстве его больше воспитывали дедушка и бабушка по материнской линии. Когда Яцеку исполнилось всего несколько недель, его деда направили на работу в польское представительство в Швейцарии.
Яцек Качмарский окончил филологическое отделение Варшавского университета. Творческую деятельность начал в 70-х годах.
Весной 1974 года, в доме режиссёра Ежи Гофмана в Варшаве Яцек лично познакомился с Владимиром Высоцким. Как потом вспоминал Качмарский: «Мои родители не любили бывать на приёмах, считали это потерей времени. Но здесь их привлекло имя Высоцкого, и они взяли меня с собой. Мне там очень понравилось, и, прежде всего, сам Высоцкий! …Впервые наблюдая его „живьём“, я понял, какое впечатление производит лицо, наполненное экспрессией, когда артист извлекает из себя этот необыкновенный голос. И я подумал: эта роль для меня, я хочу так же переживать то, что я делаю».
Под впечатлением от этой встречи Яцек написал свою песню Obława как вольный перевод «Охоты на волков» Высоцкого. С этой песней в 1977 году Качмарский получил первую награду на Фестивале студенческой песни в Кракове. Затем он стал известен и другими песнями протеста против господства коммунистического режима в Польше: Mury («Стены») (на музыку песни Луиса Льяка L'Estaca («Столб»), которая была популярна в среде антифранкистской оппозиции в Испании)., Nasza klasa («Наш класс»). В 1980 году написал песню Epitafium dla Włodzimierza Wysockiego («Эпитафия Владимиру Высоцкому») по случаю смерти высокочтимого им барда.
В 1980-е годы Качмарский считался в Польше «голосом» движения «Солидарность». В 1981 году он был вынужден покинуть Польшу и вернулся на родину лишь после падения коммунистического режима, в 1990 году. Однако затем, разочаровавшись в происходящих в Польше переменах, он эмигрировал в Австралию.
Качмарский скончался от рака пищевода (в других источниках говорится о раке гортани) в 2004 году в больнице города Гданьска.

## Особенности творчества
Известность Качмарскому принесли не только песни общественно-политического содержания, но и песни, посвящённые истории (Rejtan, czyli raport ambasadora «Рейтан, или Доклад посла»; Sen Katarzyny II «Сон Екатерины II», Lekcja historii klasycznej «Урок классической истории»). Качмарский великолепно знал историю — как польскую, так и всемирную, и был знаком с классической литературой; так, сюжет песни Powtórka z Odysei основан на гомеровской «Одиссее». Качмарский выработал своеобразный «агрессивный» стиль игры на гитаре, который также стал его визитной карточкой.
Одним из опознавательных знаков барда было левостороннее положение гитары во время игры. На самом деле Качмарский был правшой и играл на правосторонней гитаре, так как, по его словам, обратное положение инструмента давало ему больше возможностей играть основные аккорды и ноты.
В своём творчестве Яцек Качмарский пользовался сокровищницей польской и мировой литературы, черпая из неё вдохновение. Ссылаясь на другие произведения искусства, он создавал в своих песнях иносказательные парафразы.
|  |  |